# Eizo Sakamoto
Eizo Sakamoto (坂本 英三 Sakamoto Eizō?, conocido también como さかもと えいぞう Sakamoto Eizō) (Nishinomiya; 23 de febrero de 1964) es un músico japonés de heavy metal, conocido principalmente como el vocalista líder de la banda Anthem. Durante los noventa fundó y participó en la banda Animetal en donde interpretó versiones de canciones de anime y tokusatsu. Del mismo modo, formó parte del supergrupo de anison JAM Project antes de su reunión con Anthem. Posteriormente, Sakamoto inició un nuevo proyecto llamado Eizo Japan bajo una temática similar a la de Animetal, con versiones estilo heavy metal de bandas sonoras, además de material inédito.
Recientemente, ha realizado una gira mundial como solista, enfocándose en Latinoamérica, visitando países como Costa Rica, México, Brasil, Chile y Colombia.

## Discografía

### Álbumes
1. [2000] Metal Itchokusen (メタル一直線 Metaru Itchokusen?)
2. [2002] Shout Drunker
3. [2003] Metal Handsome Man (メタルハンサムマン Metaru Hansamu Man?)
4. [2006] Metal Handsome Man 4: Forever Young (メタルハンサムマン4 FOREVER YOUNG Metaru Hansamu Man 4 FOREVER YOUNG?)
5. [2014.03.08] Heavenly Days

### Eizo Japan
1. [2008.08.26] Eizo Japan 1
2. [2009.12.02] Eizo Japan 2
3. [2010.08.25] Eizo Japan 3
4. [2010.10.23] Super Animesong: Legend of 1990s (スーパーアニソン レジェンド オブ’90 Sūpā Anison Rejendo Obu '90?)

### Sencillos
1. Raibu Gōgō (雷武轟々?)
  - Para Kamen Rider Hibiki

### Varios
1. [1998] Another Face
  - Colaboración con Bunkyo Gakudan
2. [2010] CRYING STARS - ~STAND PROUD!~ 
  - Vocalista invitado en dos temas del álbum de versiones de Syu
3. [2020] Tatakae Otaking!
  - Colaboración con la banda Chilena RageQuit